# Guy Ébrard
Pour les articles homonymes, voir Ébrard.
Guy Ébrard, né le 13 juillet 1926 à Assat (Pyrénées-Atlantiques) et mort le 17 avril 2017 à Aressy (Pyrénées-Atlantiques), est un médecin et homme politique français.

## Mandats électifs
Guy Ébrard est député Fédération de la gauche démocrate et socialiste pour les Basses-Pyrénées de 1958 à 1968, conseiller général du canton d'Arudy et maire d'Oloron-Sainte-Marie de 1965 à 1977.